# Spektroskopia jądrowa
Spektroskopia jądrowa – dział fizyki jądrowej oraz spektroskopii zajmujący się strukturą energetyczną jąder atomowych badanych poprzez analizowanie promieniowania, które emitują jądra.
Działami tej spektroskopii są:
- spektroskopia promieniowania gamma
- spektroskopia promieniowania alfa
- spektroskopia promieniowania beta, w tym także spektroskopia elektronów konwersji

Eksperymenty przeprowadza się głównie wykorzystując wzbudzanie jąder za pomocą przyspieszania w akceletorach cząstek. Często stosuje się metody koincydencyjne, w tym metody opóźnionych koincydencji. Oprócz pomiarów energii emitowanego promieniowania spektroskopia jądrowa zajmuje się rozkładami kątowymi emitowanego promieniowania, pomiarami polaryzacji kwantów gamma oraz elektronów z rozpadu beta. Niektóre metody spektroskopii jądrowej są wykorzystywane w fizyce ciała stałego (np. zjawisko Mössbauera, korelacje kątowe zaburzone).